# 那須塩原市立西那須野中学校
那須塩原市立西那須野中学校（なすしおばらしりつ にしなすのちゅうがっこう）は、栃木県那須塩原市下永田にある公立中学校。

## 概要
通称は「西中（にしちゅう）」「西那須野中」など。生徒数は744名（2017年5月1日現在）で、那須塩原市内の中学校では最大級規模である。

## 沿革
- 1947年
  - 4月1日 - 学制改革により西那須野町立西那須野中学校として開校。
  - 4月28日 - 新制中学校開校式を挙行。
- 1953年11月14日 - 校旗樹立
- 1954年3月14日 - 校歌制定
- 2005年1月1日 - 市町村合併により那須塩原市立西那須野中学校と改称。

## 教育方針
- 校心
  - 未来を主体的に生きぬく力を育む
- 教育目標
  1. 目標を立て、自ら学ぶ生徒
  2. 心豊かで優しく、自律する生徒
  3. 健康・安全で、自分をきたえる生徒
  4. 郷土を愛し、仲間と協働する生徒

## 通学区域
那須塩原市
- 永田町[2]
- 扇町
- あたご町
- 西大和
- 西原町

- 五軒町の一部
- 西栄町の一部
- 東町
- 西朝日町
- 南町

- 西幸町
- 下永田1-8丁目
- 緑1-2丁目
- 二つ室
- 北二つ室

- 一区町
- 二区町
- 太夫塚1-6丁目
- 新南
- 石林

五軒町と西栄町については、三島中学校の通学区域を除く。

## 交通
- JR東北本線（宇都宮線）西那須野駅より徒歩13分（約1.0km）
- 那須塩原市営バス（ゆーバス）西那須野外循環線・西那須野内循環線 西那須野中学校前バス停より徒歩2分（約250m）